# Veľká Chochuľa

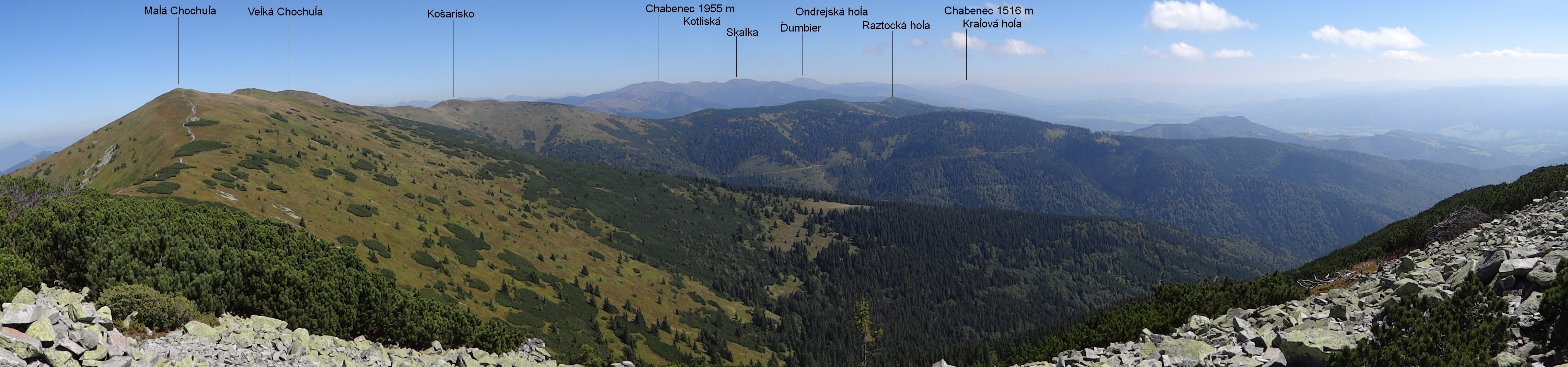
Widok z Prašivej

Veľká Chochuľa (1753 m) – szczyt w zachodniej części Niżnych Tatr na Słowacji, najwyższy w masywie Prašivej.
Leży w głównym grzbiecie wododziałowym Niżnych Tatr, ok. 4 km na północny wschód od Przełęczy Hiadelskiej (słow. Hiadelské sedlo). Stoki północne i zachodnie bardzo strome, halne, w górnych partiach mocno rozczłonkowane głębokimi żlebami i wydatnymi żebrami, w zimie lawiniaste, opadają ku dolinkom źródłowych dopływów potoków Korytnica i Lúžňanka. Stoki południowo-wschodnie nieco łagodniejsze i słabiej rozczłonkowane, porośnięte kosodrzewiną do wysokości 1600-1650 m, opadają ku źródłowym ciekom potoku Sopotnica.
Sam szczyt, porośnięty roślinnością trawiastą, stanowi właściwie mało wybitną kulminację długiego na blisko 2,5 km, wygiętego lekko ku północnemu zachodowi odcinka głównego grzbietu niżnotatrzańskiego, ograniczonego na południowym zachodzie wzniesieniem Małej Chochuli (1719 m), zaś na północnym wschodzie wzniesieniem zwanym Košarisko (1695 m).
Od szczytu Wielkiej Chochuli w kierunku północnym przez Banášov bok (1233 m) odgałęzia się dość wydatny boczny grzbiet, który następnie wykręca ku północnemu zachodowi i przez wydatny szczyt Čierny vrch (1181 m) schodzi w widły wspomnianych potoków (Korytnicy i Lúžňanki).

## Turystyka
Przez szczyt wiodą czerwone znaki głównego niżnotatrzańskiego szlaku turystycznego, biegnącego głównym grzbietem tych gór. Jest to fragment najdłuższego słowackiego górskiego znakowanego szlaku turystycznego, zwanego Szlakiem Bohaterów Słowackiego Powstania Narodowego. Szczyt odwiedzany jest bardzo licznie, zwłaszcza przez turystów wędrujących tym grzbietem. Oferuje on rozległe widoki, zaliczane do najpiękniejszych w Niżnych Tatrach.
Na zachodzie horyzont zamyka rozległa grupa górska Wielkiej Fatry, widoczna od Krížnej (1574 m) na południu po Smrekovicę (1530 m) na północy. Na północy, w dole, widać zabudowania wsi Liptovská Lúžna. Nad wsią piętrzy się całkowicie zalesiona Tlstá (1555 m), a ponad nią widać kształtny stożek niżnotatrzańskiego Salatyna (1630 m).
Ze wschodniego krańca szczytowego odcinka grzbietu Wielkiej Chochuli widoczna jest skrócona perspektywa głównego grzbietu Niżnych Tatr z wychodzącym zza Skałki (1980 m) masywem najwyższego szczytu tych gór – Dziumbiera (2043 m).
W kierunkach południowym i południowo-wschodnim długie, rozczłonkowane grzbiety, rozdzielane głębokimi dolinami, opadają ku położonej blisko 1300 m niżej dolinie Hronu. Za nią widoczny jest wał Rudaw Weporskich (Weporskich Wierchów), ponad którymi widać odległy o ponad 30 km masyw Polany.

## Szlaki turystyczne
odcinek: Donovaly – Kečka – Hadliarka – sedlo Hadlanka – Kozí chrbát – Przełęcz Hiadelska – Prašivá – Malá Chochuľa – Veľká Chochuľa – Košarisko
  Brusno – Dolina Sopotnicka – chata Javorinka – chata Tajch – Veľká Chochuľa